# Chiesa di Santa Maria a Falgano
La chiesa di Santa Maria a Falgano è una chiesa nel comune di Rufina.

## Storia e descrizione
Fu primitiva sede della parrocchia di Santa Maria a Falgano, già citata nell'elenco delle Decime del 1277-1278 e in seguito soppressa ed annessa all'antica chiesa di C
an Giusto, attuale parrocchia, risalente all'epoca granducale.
L'edificio si presenta con semplice impianto ad aula privo di abside. La facciata è a capanna con un unico portale d'ingresso sormontato da un piccolo occhio. L'aspetto attuale è frutto di numerosi rifacimenti che si sono sovrapposti a preesistenti strutture altomedievali di cui è testimonianza una bozza in arenaria, con motivi decorativi a intreccio e a cane corrente, murata nel fianco settentrionale della chiesa, risalente all'VIII-IX secolo.